# Ka-Zar
Ka-Zar (Kevin Plunder) es un personaje que aparece en los cómics estadounidenses publicados por Marvel Comics. Fue creado por el escritor Stan Lee y el artista Jack Kirby, y apareció por primera vez en X-Men #10 (marzo de 1965). Kevin Plunder es el segundo personaje que utiliza el nombre en clave Ka-Zar.

## Historia de su publicación
El primer Ka-zar era un héroe selvático de las revistas pulp. La segunda versión de Ka-Zar comenzó como un personaje similar, pero reminiscente tanto de Tarzán como de Tor, el personaje cavernícola del escritor y artista Joe Kubert, de 1950. Creado por Stan Lee y Jack Kirby en The X-Men # 10 (marzo de 1965), Ka-zar vive en la Tierra Salvaje poblada de dinosaurios, que había sido escondida bajo la Antártida por extraterrestres. El personaje se basaba en su homónimo de las revistas pulp solo en la medida en que usó el mismo nombre y el concepto general de ser un "señor de la jungla", y Lee admitió que nunca había leído ninguna de las historias originales de Ka-Zar.
Originalmente escrito como un salvaje primitivo y beligerante que hablaba en inglés, Ka-Zar luego se volvió más articulado y civilizado, aunque retenía un cierto grado de desconfianza hacia la civilización y, en general, desconfiaba de los visitantes externos a la Tierra Salvaje. Kevin Plunder se refiere a sí mismo como el "Señor de la Tierra Salvaje", una frase que otros han adoptado, pero que no es un título formal.
La primera historia en solitario de Ka-Zar se publicó en Marvel Super-Heroes # 19 (1969), y el personaje hizo apariciones en la revista en blanco y negro Savage Tales y en el título en color Astonishing Tales. Ha tenido cinco series homónimas, la primera publicada en 1970-1971 (tres números, en su mayoría reimpresiones), la segunda, que continuó la historia de Astonishing Tales, en 1974-1977 (20 números, subtitulada El Señor de la Selva Oculta) por Mike Friedrich, Gerry Conway y Doug Moench, la tercera en 1981-1984, Ka-Zar the Savage, (34 números) por Bruce Jones y Mike Carlin, la cuarta en 1997-1998 (20 números) escrita por Mark Waid y la quinta en 2011 (miniserie de 5 números) escrito por Paul Jenkins.

## Biografía ficticia
Ka-Zar es Kevin Reginald, Robert Plunder, nacido en Castle Plunder, Kentish Town, Londres, Inglaterra. Es el hijo mayor de Robert Plunder, el noble inglés que descubrió la Tierra Salvaje, una jungla prehistórica escondida en el corazón de la Antártida. Después de que su madre murió y su padre fuera asesinado por los bárbaros hombres-monos nativos de la Tierra Salvaje, Kevin fue encontrado y criado por Zabu, un felino dientes de sable, que posee inteligencia casi humana gracias a una mutación causada por neblinas radiactivas. "Ka-Zar" significa "Hijo del Tigre" en el lenguaje de los Man-Apes. Kevin y Zabu son socios constantes. Kevin se convirtió en un experto cazador, trampero y pescador, viviendo de la Tierra Salvaje.
En la Tierra Salvaje, algunos territorios están poblados por varias tribus humanas o humanóides, y aunque la mayoría de ellos están en términos amistosos con Kevin, algunos de ellos lo consideran un extraterrestre y un enemigo. Actúa más como un protector general no oficial, evitando la explotación comercial exterior, como la caza furtiva y la minería, así como imponiendo la paz entre las tribus y sirviendo como embajador de buena voluntad a los visitantes amistosos.
Los X-Men originales descubrieron la Tierra Salvaje, y Kevin los encontró, luchando contra Maa-Gor por primera vez. Se encontró con Daredevil por primera vez, y luchó contra su hemanastro llamado Parnival Plunder, que se había convertido en el supervillano más peligroso y asesino llamado el Saqueador. La primera vez luchó contra los Mutados de la Tierra Salvaje de Magneto junto a los X-Men. Él encontró entonces a Hulk por primera vez, y batalló Umbu el Unliving. Fue una vez "engañado" en enfrentarse al Spider-Man, después que J. Jonah Jameson le convenció de quel Spider-Man era una amenaza cuando se borró el recuerdo de la pared y se lo engañó para que trabajara con el Doctor Octopus. La memoria de Spider-Man fue restaurada durante la pelea, con Kevin posteriormente pidiendo disculpas por el error y proclamando al Spider-Man como el oponente más valiente que había luchado. Ka-Zar peleó con Kraven el Cazador por primera vez. Poco después de este encuentro, Kevin se encuentra con Zaladane y Garokk por primera vez.
Después de que la Tierra Salvaje fuera conocida de los forasteros después de la visita de los X-Men, mucha gente comenzó a viajar al territorio. Kevin también se ha convertido en una relación sentimental con visitas femeninas, siendo la primera agente de S.H.I.E.L.D., Bárbara Morse (que más tarde se convirtió en la Vengadora llamada El Pájaro Burlón). Primero luchó contra A.I.M., y conoció al Hombre Cosa. Luego se encontró con el Spider-Man una vez más, y luchó contra el extraterrestre llamado Gog. Se reunieron junto a la aventurera Shanna O'Hara. Luchó contra Klaw, y visitó otras dimensiones. Él y sus aliados se desvanecieron misteriosamente de esa otra dimensión, entonces hace equipo con los X-Men para luchar con Zaladane y un Garokk renacido.
Kevin, buscando a Zabu estando perdido, descubrió más tarde Pangea, un antiguo refugio creado por los Atlantes. Kevin y Shanna comenzaron a enamorarse poco a poco. Él entonces lucha contra Belasco por primera vez. Después de una reunión con los espías de A.I.M. disfrazados como científicos, Kevin fue disparado en la cabeza, pero se sobrevive. Él se va hasta Nueva York, pero escapa del avión en el aeropuerto Kennedy. Sin memoria y sin capacidad de hablar, vaga por Nueva York, salvando vidas y combatiendo el crimen. Su memoria regresa y se encuentra otra vez con Kraven el Cazador nuevamente, quien ha sido liberado de la prisión por un agente de A.I.M. para capturarlo. Protegido por Shanna y el Spider-Man, fue llevado al hospital donde A.I.M. falsifica su muerte para usarlo en un esquema. Escapándose con la ayuda del Spider-Man, él y Shanna regresan a la Tierra Salvaje. Más tarde, se casa con Shanna, que ha tomado el nombre de Shanna la Diablesa. Durante la ceremonia, una guerra (incitada por las maquinaciones de Belasco) estalla en Pangea, que termina cuando Kevin y Shanna son desterrados. el  Saqueador llegó a la Tierra Salvaje, en busca del anti-metal Vibranium, y al parecer fue asesinado durante su plan (aunque mucho más tarde apareció vivo). Durante este esquema, un dispositivo de transporte de Nuwali es descubierto, y Kevin, Shanna, y Zabu se transportan al planeta Nuwali. Los Nuwali usan adrenalina humana para envenenar a sus rivales, y también revelan a Shanna que está embarazada.
Kevin se ha asociado con varios de los héroes de Marvel. Los X-Men son visitantes recurrentes a la Tierra Salvaje y Kevin ha sido un aliado frecuente, ayudando al equipo mutante a derrotar tantas amenazas internas como externas, como Sauron y el terrible Sapo. Él ha conocido al Spider-Man en varias ocasiones, uno de los cuales implicó detener a Stegron, de invadir Nueva York con dinosaurios de la Tierra Salvaje. Kevin también ha ayudado a Los Vengadores en su intento de repeler al conquistador del espacio, Terminus, pero mientras rescataron a muchos nativos, no pudieron evitar la destrucción de la Tierra Salvaje. Kevin fue rescatado por Los Vengadores, pero dejó la Tierra Salvaje hacia el mundo civilizado. Juntos, Él y Shanna tuvieron un hijo llamado Matthew. El territorio fue posteriormente reconstruido por el Alto Evolucionador usando a Garokk, y Ka-Zar y Shanna regresaron con su recién nacido y reanudaron sus papeles anteriores.
Kevin y Shanna se separaron por un tiempo, pero volvieron a juntarse en poco tiempo. Kevin luchó y derrotó a Thanos pero es muy poderoso en uno de sus muchos intentos de acabar con la vida, y más tarde buscó la ayuda de la investigadora llamada Jessica Jones para ayudar a localizar a Zabu.
Shanna y Kevin encuentran a Skrulls extrayendo el vibranium de metal raro en la Tierra Salvaje. Poco después, como parte de la historia de "Invasión Secreta", una nave Skrull se estrelló en la Tierra Salvaje liberando versiones anteriores de superhéroes modernos (que dicen ser los originales reemplazados por Skrulls por algún tiempo) y que han escapado. Sin embargo, Shanna y Kevin pronto aprenden que estos son simplemente Skrulls más disfrazados. El Spider-Man pronto se encuentra con Kevin, Shanna, Zabu, y algunos de los nativos, acusándolos de ser Skrulls. Justo entonces, el Capitán América de la nave atacada piensa lo mismo de Spider-Man. Kevin, Shanna y Zabu ayudan al Spider-Man a combatir al Capitán América desde la nave hasta que es golpeado por un dardo que hace que regrese como un Skrull llamado Pit'o Nilli. Él entonces más adelante va con el resto de Los Vengadores a Nueva York para ayudarles a luchar deteniendo la invasión Skrull mientras que Shanna se queda detrás con Zabu para luchar deteniendo más Skrulls a la izquierda en la Tierra Salvaje. Kevin conoce al Reptil cuando él y Tigra han rescatado al Chico Luna. Después de reunir al Chico Luna con el Dinosaurio Diablo, Kevin le dice al Reptil que le ayudará a encontrar a sus padres. Kevin y Shanna, luego encuentran el regreso de los Ethereals y terminan luchando contra ellos, cuando se trata de los Ethereals que quieren que las tribus de la Tierra Salvaje se unan con ellos. Más tarde, se une a Skaar para proteger la Tierra Salvaje de fuerzas externas. Kevin aparece más tarde como miembro de los Agentes de Wakanda. Durante la historia de la Guerra de los Reinos, Kevin recoge al Hombre Gorila del zoológico de Wundagore en Transia, que estaba discutiendo con la Ursa Major sobre una operación encubierta que está ejecutando para La Pantera Negra, y lo lleva a la Montaña de Los Vengadores. Kevin y Hombre Gorila son vistos dentro de la base secreta de Roxxon en la Antártida, luchando contra los Berserkers de la compañía junto a Blade.
Durante la historia de "Empyre", Ka-Zar no puede comunicarse con Shanna la Diablesa. Pantera Negra le indica al Hermano Vudú que se lleve a Ka-Zar, Zabu, Caballero Negro y Bruja Escarlata con él para investigar. Llegan para encontrar un Tyrannosaurus asesinado cuando Bruja Escarlata siente que están rodeados. El grupo es atacado por Cotati y luchan contra ellos hasta que el Cotati Ventri libera a Hombre Cosa que tienen bajo su control. Cuando Ventri afirma que la Tierra Salvaje y el mundo serán suyos, Ka-Zar se sorprende al descubrir que los Cotati han obtenido el control de Shanna. Debido a su conexión con la fuerza vital de la Tierra Salvaje de la que se aprovecharon los Cotati, Shanna intenta que Ka-Zar se una a ellos mientras Matthew le dice al Caballero Negro que tienen que hacer algo. El Doctor Vudú usó un truco para hacer un truco mental. La Bruja Escarlata hace lo mismo mientras intenta liberar a Shanna del control de Cotati. Para ayudarla, la Bruja Escarlata trae a Ka-Zar a la mente de Shanna, donde se entera de que algunas criaturas en la Tierra Salvaje están muriendo y los árboles se están cayendo. Mientras Matthew y el Caballero Negro luchan contra Cotati, un Hombre Cosa controlado por Doctor Vudú lucha contra el control de Cotati y derrota a Ventri. Cuando Ka-Zar libera a Shanna del control de Cotati, un Cotati lo apuñala por la espalda usando la Espada Ébano del Caballero Negro. Ahora, de vuelta a sus sentidos, la Diablesa ayuda a los Vengadores contra los invasores. Mientras tanto, la Bruja Escarlata y Doctor Vudú trabajan para extraer el alma de Ka-Zar de la Espada Ébano, para lo cual Shanna luego usa los mismos fluidos del Hombre Cosa que la revivió para curar y resucitar a Ka-Zar. Funciona cuando el Señor Salvaje ayuda a cambiar el rumbo de Cotati, donde los dinosaurios aparecen para ayudar.
Ka-Zar tendría problemas para adaptarse a sus sentidos recién expandidos, mientras que la vida en la Tierra Salvaje se vería amenazada por un precursor de su creación conocido como Domovoy el Tejedor de Carne. Trabajaría a través de esta extraña conexión con el mundo que Kevin llama hogar ahora compartido entre él y su esposa en el tiempo necesario para salvar a su hijo de los planes de terraformación global de Polyscion.
Mientras tanto, entre preocupaciones domésticas y aventuras trotamundos, Ka-Zar continuaría su trabajo como Agente de Wakanda. Trabajando como un explorador temporal enviado de regreso al pasado distante de la Tierra recién formada en una misión de observación sobre el bienestar de sus defensores primordiales en nombre de T'Challa. Después de un encuentro con los antiguos ancestros de Los Más Poderosos de la Tierra, durante una batalla con Kid Thanos de Titan, un viajero en el tiempo rival, el intento de regreso de Ka-Zar a su propio tiempo es asaltado por el Inquisidor de Hierro por orden de Mephisto. Se encuentra varado en una línea de tiempo alienígena en un mundo que pronto será consumido por su iteración aún viva de Galactus, Ka-Zar se prepara para la pelea de su vida. Pronto se convierte en el nuevo heraldo de Galactus a cambio de maniobrar a este nuevo controlador para que regrese a la realidad de su hogar y advierta a los Vengadores de la amenaza que representa para su universo. Ahora respaldado por el Poder Cósmico, el Heraldo Salvaje busca planetas viables y deshabitados para que Galactus se alimente mientras navega por el tiempo y el espacio para regresar a casa.
Ka-Zar es llevado a la Cantera de Dios por Avenger Prime y ha traído consigo al Galactus alternativo. Cuando Galactus le pide a su Heraldo en un planeta del que alimentarse, Ka-Zar lo dirige a los restos de Doom el Planeta Viviente.

## Poderes y habilidades
Kevin Plunder es un hombre atlético sin poderes sobrehumanos. Utiliza un estilo único de combate cuerpo a cuerpo moldeado por años de supervivencia en la Tierra Salvaje. Ha desarrollado grandes habilidades en la caza, la captura, la pesca, la búsqueda de alimento y la supervivencia en general en la naturaleza. Lleva un cuchillo Bowie de 12 pulgadas (300 mm) y ocasionalmente usa una honda, un arco y una flecha y otras armas primitivas. También puede comunicarse con algunos animales. Se reveló en Astonishing Tales # 11, con guion de Roy Thomas, que las habilidades físicas de Ka-Zar y Zabu se habían mejorado al pasar a través de una niebla misteriosa. Posteriormente, las nieblas dotaron a otros personajes (Maa-Gor y El Tigre) de habilidades sobrehumanas.
Después de ser curado por las mismas aguas que se usaron para resucitar a Shanna la Diablesa, Ka-Zar está vinculado a la fuerza vital de la Tierra Salvaje. Ahora cuenta con una conexión extrasensorial aún mayor con el reino primitivo al que llama hogar, los sentidos de Ka-Zar se han expandido hasta el punto de que literalmente puede compartir sensaciones con la Tierra Salvaje y sus habitantes faunísticos. Incluso puede emitir pulsos de energía destructivos o imitar las fuerzas y habilidades de la criatura que vive dentro de él.
Cuando se quedó varado en un mundo paralelo en el pasado distante, Ka-Zar se convertiría en un heraldo de esa iteración de realidades del Devorador de Mundos, al estar imbuido con el Poder Cósmico del titán espacial que le otorgó todas las innumerables facultades que vienen con tal posición de poder.

## Secundarios
- Zabu: Es el felino dientes de sable que crio a Ka-Zar como un hermano.
- Parnival: El hermano malvado de Ka-Zar, que aspira a hacerse con el título y las riquezas de los Plunder.[54]
- Shanna: Interés romántico y esposa de Ka-Zar.[55]
- Matthew: Es el hijo recién nacido de Ka-Zar y Shanna.

## Interpretaciones del personaje
Para algunos investigadores de la cultura popular, el personaje de Ka-Zar y otros señores de la jungla reflejan una visión imperialista en la que un hombre blanco impone un absolutismo benévolo sobre los negros salvajes. Según el historiador José Joaquín Rodríguez, la visión que se da con las historias del primer Ka-Zar es que “el hombre blanco entiende la jungla mejor que quienes la habitan, lo que le permite ayudar a los nativos a superar los obstáculos y a vivir en paz y libertad, de ahí su liderazgo.” En ambos casos, las críticas de los autores no van dirigidas exclusivamente hacia Ka-Zar, sino a ese arquetipo de personaje que comenzó a popularizarse con Tarzán.

## Recepción

### Reconocimientos
- En 2011, IGN clasificó a Ka-Zar en el puesto 84 en su lista de los "100 mejores héroes del cómic".[58]
- En 2022, Newsarama incluyó a Ka-Zar en su lista de "Mejores personajes de Marvel que quedan para adaptarse a la MCU".[59]
- En 2022, Screen Rant incluyó a Ka-Zar en su lista de los "15 mejores personajes de cómics de Black Panther que no están en el MCU".[60]
- En 2022, CBR.com clasificó a Ka-Zar en el puesto 15 en su lista de "Los 15 mejores superhéroes británicos en el Universo Marvel".[61]

## Otras versiones

### Age of Ultron
En la historia de Age of Ultron, Ka-Zar estuvo presente en la Tierra Salvaje cuando la resistencia del héroe contra Ultron fue reubicada en la Tierra Salvaje. Ka-Zar los lleva a un área de refugio donde pueden formular su próximo plan.

### Tierra-8413
Una versión de Kevin Plunder, llamado Kavin Plundarr, es Gotowar Konanegg un miembro del Cuerpo Capitán Britania que aparece en Mighty World de Marvel vol. 2 # 13 (1984).

### Tierra X
En la serie Tierra X, Ka-Zar (y Shanna) han sido mutados por Plaga X en tigres humanoides de dientes de sable. Juegan una parte integral en el Universo X, llevando al Capitán América y al renacido Mar-Vell a la entrada al Limbo, y ayudando a los refugiados X-Men y Wakandan a escapar de las hordas caníbales de Wendigo.

### ¿Y si?
Aparece en una historia What If, donde la terraformación Tierra Salvaje se ha apoderado de Nueva York. Él tiene un hijo, Matthew, pero parece que Zabu ha sido asesinado mientras su cráneo se ve en la cabeza de Ka-Zar y su pellejo, una capa. Tanto él como Parnival se sacrifican para regresar a Nueva York a la normalidad, con Shanna como única superviviente de su "familia".

### Casa de M
En la realidad de la Casa de M, Kevin Plunder aparece en un breve artículo en The Pulse: House of M Special Edition. El artículo explica que se le ha concedido asilo en los EE. UU. Y presenta una foto suya junto a su fiel compañero Zabu.

### Marvel Zombies
En Marvel Zombies se menciona brevemente que un Quicksilver zombificado logró propagar el virus a la Tierra Salvaje, infectando a Ka-Zar y Zabu.

### Ultimate Marvel
Ka-Zar aparece en su forma definitiva en la última página del número 3 de Ultimate Comics: New Ultimates, junto con Ultimate Shanna. Después de la ola Ultimatum, se unen a los Nuevos Últimos donde ayudan a luchar contra Loki.

### Spider-Geddon
Durante la historia de "Spider-Geddon", hay una versión de Ka-Zar que tiene rasgos que se amalgama con Kraven el Cazador llamado Ka-Zar el Cazador. Se le ve con Wilson Fisk cuando están en la Tierra Salvaje cazando dinosaurios. Ka-Zar mencionó que su padre mató al último de los monos humanos. Sin saberlo, pone en marcha una de las trampas del Salvaje Spider-Man que casi aplasta a Ka-Zar el Cazador que empuja a Fisk fuera del camino.

## En otros medios

### Televisión
- Ka-Zar apareció en el 1981 Spider-Man episodio "El cazador y el cazado", con la voz de Arlin Miller. Llega a Nueva York para rescatar a Zabu de Kraven el Cazador y aliados con Spider-Man para hacer eso.

- Ka-Zar apareció en la década de 1990 X-Men: The Animated Series en los episodios de dos partes, "Reuniones", con la voz de Robert Bockstael. Se encuentra con Wolverine después de que fue separado de los X-Men luego de su emboscada por los Mutados de la Tierra Salvaje. Ka-Zar ayuda a Wolverine a rescatarlos, a Magneto, a Shanna y a los otros miembros de la tribu. En el episodio de dos partes "Savage Land, Savage Heart", Ka-Zar y Shanna ayudan a los X-Men a combatir la amenaza de Zaladane y Garokk.

- Ka-Zar aparece en The Super Hero Squad Show en el episodio "Extraños desde una tierra salvaje", con la voz de Kevin Sorbo.[68] Después de que Zabu fue retenido en cautiverio en el Zoológico de Ciudad Superhéroe para un estudio en vivo después de ser capturado por un científico de la Tierra Salvaje, Ka-Zar llega a la Ciudad Superhéroe para rescatar a Zabu del Doctor Doom y la Legión Letal con la ayuda del escuadrón de superhéroes.[69]

- Ka-Zar aparece en la nueva serie de TV, la tercera temporada llamada Ultimate Spider-Man: Web Warriors, con la voz de Steven Blum:[68]
  - En el episodio 7, "El Hombre Araña Salvaje", su versión se muestra que usa un traje que es una combinación de pantalones y un taparrabo. Ka-Zar utiliza varias armas hechas a mano incluyendo una lanza, cuchillos bowie, y armas de pulsera montados con cuchillas retráctiles. Ka-Zar aparece por primera vez en la que ataca a Spider-Man y Wolverine donde sospecha que ellos fueron los que secuestraron a Zabu. Hasta que descubrió la verdad de que no lo hicieron, Ka-Zar hace equipo con Spider-Man y Wolverine para ayudar a Zabu de Kraven el Cazador y Taskmaster cuando Spider-Man viene a buscarlo para reclutarlo en los Nuevos Guerreros. Spider-Man le ayuda en el rescate de Zabu. Ka-Zar ayuda a Wolverine cuando Spider-Man es golpeado con un dardo que tiene un veneno especial que transforma a Spider-Man en el Hombre-Araña Salvaje (un monstruo arácnido). Uso la medicina de un zorrillo con la criatura, Ka-Zar y Wolverine restauran a Spider-Man de nuevo a la normalidad mientras siguen a Taskmaster y Kraven el Cazador de regreso a Manhattan. Al llegar a Manhattan, Ka-Zar tiene dificultades para sobrevivir en la ciudad muy similar cómo Spider-Man que no está acostumbrado a la Tierra Salvaje. Después de la derrota Kraven el Cazador, Taskmaster escapa, Ka-Zar y Zabu se unen a los Nuevos Guerreros.
  - En el episodio 8 "Los Nuevos Guerreros", Ka-Zar gana una versión mejorada de sus armas de muñeca junto con un personal bo.
  - En el episodio 15, "Academia S.H.I.E.L.D.", aparece con Spider-Man y su equipo cuando van al Triskelion para mejorar su entrenamiento como héroes.
  - En el episodio 19, "En busca de burritos", aparece al final cuando Spider-Man les da burritos de desayuno.
  - En el episodio 20, "Inhumanidad", solo aparece en la clase y cuando observa la ciudad Attilan de los Inhumanos en planear la guerra contra la humanidad.
  - En el episodio 21, "El Ataque de los Sintezoides", es sustituido por los sintezoides de Arnim Zola.
  - En el episodio 22, "La Venganza de Arnim Zola" es rescatado por Spider-Man, el Agente Venom y Rhino.
  - En el episodio 23, "Concurso de Campeones, parte 1", aparece como cameo al ser encapsulado por el Gran Maestro.
  - En el episodio 26, "Concurso de Campeones, parte 4", se lo ve como cameo junto a sus compañeros héroes, también con los Vengadores y los Agentes de S.M.A.S.H., al ser liberados

### Película
- En 2009, Marvel Studios anunció que se estaba considerando el desarrollo de Ka-Zar, entre otras propiedades de Marvel.[70]

### Videojuegos
- Ka-Zar apareció en el videojuego X-Men Legends II: Rise of Apocalypse, voz de John Cygan.[68] Él y Shanna la Diablesa aparecen en la base de Magneto, Avalon, durante la misión de X-Men y la Hermandad de Mutantes en la Tierra Salvaje.
- Ka-Zar hace una aparición especial en Marvel vs. Capcom 3 en el final de Amaterasu.
- Ka-Zar será un personaje jugable en el próximo MMORPG Marvel Heroes, con la voz de Crispin Freeman.[68][71]
- Ka-Zar era un personaje jugable en el juego de Facebook Marvel: Avengers Alliance.